# CLIR
CLIR (ang. Calling Line Identification Restriction) – blokada wyświetlania numeru telefonu osoby dzwoniącej.
Usługa dostępna jest we wszystkich sieciach telefonii (NMT, GSM, UMTS, ISDN, zwykłe (stacjonarne) linie analogowe, VoIP). W zależności od operatora telekomunikacyjnego, funkcja CLIR może być płatna lub darmowa. Usługa CLIR polega na tym, że osobie, do której dzwonimy, nie wyświetli się numer naszego telefonu. Zamiast tego pojawi się "numer zastrzeżony" lub "numer prywatny". Funkcja ta przydatna jest w wielu sytuacjach, np. gdy chcemy pozostać anonimowi. Należy też pamiętać, że mimo włączonego CLIR, numer wyświetli się służbom ratowniczym i innym upoważnionym do identyfikacji numeru, np. policja, straż pożarna, straż miejska, pogotowie.